# Christine Ockrent
Christine Ockrent (Brussel, 1944) is een Belgische journaliste wiens carrière zich voornamelijk concentreerde op de Franse televisie.
Ze interviewde Amir Abbas Hoveyda, de voormalige premier van Iran, in de Qasr gevangenis na de Islamitische revolutie in 1979. Het was het laatste interview met Hoveyda voor zijn executie.

## Eerste levensjaren
Ze is de dochter van de Belgische diplomaat Roger Ockrent. Ze ging naar de Cours Hattemer, een privéschool in Parijs. Ze studeerde af aan het Institut d'Études Politiques de Paris (Sciences Po) in 1965.

## Carrière
Ze werkte voor het CBS nieuwsmagazine 60 Minutes, terwijl ze verantwoordelijk was voor het ochtendnieuws voor Europe 1 in Frankrijk. In 1981 werd ze de eerste vrouwelijke presentatrice van het 8 uur journaal op Antenne 2. Daarna werkte ze voor TF1 als presentatrice van het avondnieuws op France 2 en sinds 1990 voor France 3 als presentatrice van verschillende nieuwsmagazines.
Ze was chef van de redactie van L'Express. Gedurende meer dan tien jaar presenteerde ze France Europe Express, een tv-programma over Europese onderwerpen. Ze is een fervent voorstander van een verenigd Europa en ondertekende de brief van Soros voor een federaal antwoord op de crisis van de euro.
Ockrent bekleedde de tweede functie bij de Société de l'audiovisuel extérieur de la France, totdat ze in mei 2011 werd afgelost. Ze weigerde ontslag te nemen en zei dat ze “negen maanden van manoeuvres die mijn eer en reputatie hebben bezoedeld” had moeten doorstaan.
Ze is een voormalig lid van de denktank Saint-Simon Foundation.
In 2002 schreef Ockrent het voorwoord van Ma guerre à l'indifference (Mijn oorlog tegen de onverschilligheid), een boek van Jean-Sélim Kanaan, ambtenaar bij de Verenigde Naties. Ze is de auteur van meer dan een dozijn werken waaronder: 
- La Double vie d'Hillary Clinton (Het dubbele leven van Hillary Clinton), Robert Laffont (2001),
- Les Oligarques: le système Poutine (De Oligarchen, hey Poetin-systeem), Robert Laffont (2014),
- Le Prince mystère de l'Arabie (De mysterieuze prins van Arabie),
- Mohammed Ben Salman, les mirages d'un pouvoir absolu, Robert Laffont (2018).

## Andere activiteiten
- Institute of Advanced Studies in National Defence (IHEDN), lid van de Wetenschappelijke Raad (sinds 2020)[4]

- European Council on Foreign Relations (ECFR), Lid[5]

## Privéleven
Ockrent is de levenspartner van Bernard Kouchner, een Frans politicus en de voormalige minister van Buitenlandse Zaken, met wie ze een zoon kreeg.